# Methyl-Coenzym-M-Reduktase
Das Enzym Methyl-Coenzym-M-Reduktase (Mcr) katalysiert den letzten Schritt der biologischen Methanbildung.
In der katalytischen Reaktion wird der Methylthioether Methyl-Coenzym M mit dem Thiol Coenzym B zu Methan und dem entsprechenden Heterodisulfid umgesetzt:
Me-S-CoM + CoB-SH → CH4 + CoB-S-S-CoM ΔG°’ = −30 kJ mol−1

## Vorkommen und Funktion
Methyl-Coenzym-M-Reduktase kommt in allen methanogenen Archäen vor, unabhängig ob das Substrat CO2, Formiat, Kohlenstoffmonoxid, Acetat oder eine Methylgruppe (Methanol, Dimethylsulfid oder Methylamin) ist. In aneroben methanotrophen archaeen (ANME Archäen) wird Methyl-Coenzym-M-Reduktase zur Methanaktivierung verwendet. Methan wird dabei zu Methyl-Coenzym M umgesetzt.

## Funktion als phylogenetischer Marker
Weil die Methyl-Coenzym-M-Reduktase in allen methanogenen und methanotrophen Archäen vorkommt, kann das mcrA-Gen als phylogenetischen Marker für diese Organismen verwendet werden.

## Struktur
Methyl-coenzym-M-Reduktase besteht aus drei verschiedenen Proteinketten, welche als C2-symmetrischer α2β2γ2-Komplex zusammengesetzt sind. Zwei Moleküle des Nickel-Hydrocorphinats F430 bilden die aktiven Stellen. Methyl-Coenzym-M-Reduktase konnte von Methanogenen, als auch von Methanotrophen Organismen kristallisiert werden und die entsprechenden Röntgenstrukturen sind veröffentlicht.

## Aktivierung von Methyl-Coenzym-M-Reduktase
Das Enzym ist nur katalytisch aktiv, wenn das Nickelion im Cofaktor F430 im Oxidationszustand Ni(I) vorliegt. Im stabileren Oxidationszustand Ni(II) ist das Enzym inaktiv und muss mittels eines ATP-abhängigen Enzymkomplex in die aktive Ni(I)-Form überführt werden.

## Reaktion
Die enzymatische Reaktion stellt eine Umsetzung eines Alkylthioethers (Methyl-Coenzym M) mit einem Thiol (Coenzym B) zu einem Alkan (Methan) und einem Disulfid (CoB-S-S-CoM) dar. Eine solche chemische Reaktion konnte bislang noch nie im Labor durchgeführt werden. Die Aufklärung des Reaktionsmechanismus ist deshalb für Chemiker von besonderem Interesse.

## Mechanismus
Der Reaktionsmechanismus von Methyl-Coenzym-M-Reduktase ist immer noch unklar.

### Zwischenprodukte
Mit den natürlichen Substraten konnte gezeigt werden, dass Zwischenprodukte gebildet werden, es konnte jedoch noch nie ein Zwischenprodukt spektroskopisch charakterisiert werden, das auf dem natürlichen Katalyseweg vorkommt. Studien mit Inhibitoren und analogen Substraten zeigen, dass das Enzym die Fähigkeit besitzt Ni-H-, Ni-C- und Ni-S-Bindungen einzugehen, welche alle durch ESR-Spektroskopie bewiesen werden konnten.

### SN2-Mechanismus
Ein SN2-Mechanismus wäre analog zu Vitamin B12 als Supernukleophil. In einem solchen Mechanismus würde Ni(I) (analog zu Co(I)) die Methylgruppe von Methyl-Coenzym-M nucleophil angreifen und zu Methyl-Ni(III) führen (analog zu Methyl-Co(III)). Methyl-Ni(III) würde dann reduziert und zu Methan protoniert.
Dieser Mechanismus ist in der Lage die Inversion am Kohlenstoff zu erklären, welche mit Hilfe von chrialem Ethyl-Coenzym M gezeigt werden konnte. Experimentell bestimmte kinetische Isotopeneffekte scheinen einen SN2-Mechanismus jedoch auszuschließen.

### Radikalmechanismus
Ein radikalischer Mechanismus ist kompatibel mit den kinetischen Isotopeneffekten. Es ist jedoch unklar, wie eine Inversion mit chiralem Ethyl-Coenzym M gemessen werden kann, da primäre Radikale schnell invertieren. Für die Rückreaktion (Methanoxidation) würde ein solcher Mechanismus eine C-H-Aktivierung an Methan mittels eines Thiyl-Radikals darstellen, was stark endergon wäre und noch nie gezeigt werden konnte.

### Alternative Mechanismen
Eine Oxidative Addition wurde als erster Schritt der Methanoxidation in Betracht gezogen. Eine andere Möglichkeit ist eine Protonierung von Coenzym F430 als erstes Zwischenprodukt.